# Donato di Imola
Donato di Imola (Imola, ... – V secolo) è stato un religioso romano, proclamato santo dalla Chiesa cattolica.

## Vita
Nacque a  Forum Cornelii (oggi Imola). Fu discepolo del vescovo Cornelio, insieme a Proietto e Pietro, che furono suoi compagni di studi.
Quando Proietto, da arcidiacono, divenne successore di Cornelio sulla cattedra di Imola, Donato gli subentrò nella carica di arcidiacono.
Donato si distinse per l'amore incondizionato in favore dei poveri, tanto che la sua fortuna personale (era di ricca famiglia) fu devoluta per intero in opere di carità.
Nel 1195 nell'area di Castrum Sancti Cassiani, centro abitato distrutto otto anni prima dagli abitanti di Imola, fu rinvenuto il corpo del santo con la relativa lapide sepolcrale. Le spoglie furono portate dentro Imola e depositate all'interno della Chiesa di S. Paolo (un'abbazia benedettina con annesso monastero) che occupava, con gli orti ed il cimitero, il quadrilatero compreso tra le attuali via Emilia, via Mazzini, via XX Settembre e Piazza Gramsci. La chiesa fu poi reintitolata ai SS. Donato e Paolo.